# Buddy Bonnecaze
Buddy Bonnecaze is een professionele pokerspeler uit de Verenigde Staten. Hij heeft twee World Series of Poker titels op zijn naam staan. Zijn eerste won hij tijdens de World Series of Poker 1992 in een $1.500 Pot Limit Hold'em-toernooi. Een jaar later won hij zijn tweede titel.
In zijn carrière heeft Bonnecaze meer dan $234.000 bij elkaar gewonnen met toernooien.

## World Series of Poker bracelets
| Jaar | Toernooi                 | Prijs    |
| ---- | ------------------------ | -------- |
| 1992 | $1.500 Pot Limit Hold'em | $115.800 |
| 1993 | $1.500 Pot Limit Omaha   | $83.400  |